# SIE Japan Studio
A SCE Japan Studio (SCEJ) (ソニー・コンピュータ・エンタテインメント・ジャパン・スタジオ) az anyavállalatának, a Sony Computer Entertainmentnek (SCEI) japán termelési és fejlesztési ága, amely leginkább az Ape Escape és a LocoRoco sorozatokról ismert. A SCE Japan Studio a Sony Computer Entertainment Worldwide Studios részeként működik. A fejlesztőcsapat részét képezi a Team ICO is, ami az Ico és a Shadow of the Colossus PlayStation 2-es játékaikról híresült el.

## Videójátékai
| Cím                              | Megjelenés | Platform                              | Megjegyzések                                 |
| -------------------------------- | ---------- | ------------------------------------- | -------------------------------------------- |
| Ape Escape                       | 1999       | PlayStation                           |                                              |
| Pipo szaru 2001                  | 2001       | PlayStation 2                         |                                              |
| Ape Escape 2                     | 2001       | PlayStation 2                         |                                              |
| Ico                              | 2001       | PlayStation 2                         | A Team Icóval                                |
| Siren                            | 2004       | PlayStation 2                         | A Project Sirennel                           |
| Ape Escape Academy               | 2004       | PlayStation Portable                  |                                              |
| Ape Escape: On The Loose         | 2005       | PlayStation Portable                  |                                              |
| Rogue Galaxy                     | 2005       | PlayStation 2                         | A Level-5-val                                |
| Ape Escape 3                     | 2005       | PlayStation 2                         |                                              |
| Shadow of the Colossus           | 2005       | PlayStation 2                         | A Team Icóval                                |
| Siren 2                          | 2006       | PlayStation 2                         | A Project Sirennel                           |
| LocoRoco                         | 2006       | PlayStation Portable                  |                                              |
| Piyotama                         | 2007       | PlayStation 3 és PlayStation Portable |                                              |
| LocoRoco Cocoreccho!             | 2007       | PlayStation 3                         |                                              |
| Boku no nacujaszumi 3            | 2007       | PlayStation 3                         |                                              |
| The Eye of Judgment              | 2007       | PlayStation 3                         |                                              |
| Patapon                          | 2007       | PlayStation Portable                  | A Pyramiddal                                 |
| Echochrome                       | 2008       | PlayStation 3 és PlayStation Portable |                                              |
| Siren: Blood Curse               | 2008       | PlayStation 3                         | A Project Sirennel                           |
| The Last Guy                     | 2008       | PlayStation 3                         |                                              |
| LocoRoco 2                       | 2008       | PlayStation Portable                  |                                              |
| White Knight Chronicles          | 2008       | PlayStation 3                         | A Level-5-val                                |
| Demon’s Souls                    | 2009       | PlayStation 3                         | A From Software-rel                          |
| Trash Panic                      | 2009       | PlayStation 3                         |                                              |
| Patapon 2                        | 2009       | PlayStation Portable                  | A Pyramiddal                                 |
| Numblast                         | 2009       | PlayStation 3                         |                                              |
| Patchwork Heroes                 | 2010       | PlayStation Portable                  | Az Acquire-rel                               |
| White Knight Chronicles II       | 2010       | PlayStation 3                         | A Level-5-val                                |
| Kung Fu Rider                    | 2010       | PlayStation 3                         |                                              |
| No Heroes Allowed                | 2010       | PlayStation Portable                  | Az Acquire-rel                               |
| Ape Escape Fury! Fury!           | 2010       | PlayStation 3                         |                                              |
| Echochrome II                    | 2010       | PlayStation 3                         |                                              |
| White Knight Chronicles: Origins | 2011       | PlayStation Portable                  | A Matrix Software-rel                        |
| Patapon 3                        | 2011       | PlayStation Portable                  | A Pyramiddal                                 |
| Gravity Rush                     | 2012       | PlayStation Vita                      | A Project Sirennel                           |
| Tokyo Jungle                     | 2012       | PlayStation 3                         | A PlayStation C.A.M.P.-pel és a Crispy’s-zel |
| Soul Sacrifice                   | 2013       | PlayStation Vita                      | A Marvelous AQL-lel és a Comcepttel          |
| Puppeteer                        | 2013       | PlayStation 3                         |                                              |
| Rain                             | 2013       | PlayStation 3                         | A PlayStation C.A.M.P.-pel és az Acquire-rel |
| Destiny of Spirits               | 2013       | PlayStation Vita                      | A Q Entertainmenttel                         |
| Knack                            | 2013       | PlayStation 4                         |                                              |
| Freedom Wars                     | 2014       | PlayStation Vita                      | A Shifttel és a Dimpsszel                    |
| Soul Sacrifice Delta             | 2014       | PlayStation Vita                      | A Marvelous AQL-lel és a Comcepttel          |
| Bloodborne                       | 2015       | PlayStation 4                         | A FromSoftware-rel                           |
| Gravity Rush Remastered          | 2015       | PlayStation 4                         | A Project Sirennel és a Bluepoint Gamesszel  |
| Gravity Rush 2                   | 2016       | PlayStation 4                         | A Project Sirennel                           |
| The Last Guardian                | 2016       | PlayStation 4                         | A GenDesignnal                               |
| The Tomorrow Children            | 2016       | PlayStation 4                         | A Q-Gamesszel                                |
| The Playroom VR                  | 2016       | PlayStation 4                         |                                              |
| Deep Down                        | TBA        | PlayStation 4                         | A Capcommal                                  |